# Tjaard Anne Marius Albert van Andringa de Kempenaer
Tjaard Anne Marius Albert van Andringa de Kempenaer (Lemmer, 17 juli 1806 – Leeuwarden, 23 maart 1870) was een Nederlands politicus.
Van Andringa de Kempenaer was een Friese, in Lemmer geboren, grondbezitter uit een voornaam adellijk geslacht, met bestuurders in opvolgende generaties. Hij werd zelf op bijna 28-jarige leeftijd grietman van het Bildt en als gevolg van het inwerking treden van de gemeentewet van 1851 werd hij daar toen de burgemeester. In de vijftien jaar dat hij in de Eerste Kamer zat was hij een behoudend lid, dat regelmatig het woord voerde. Hij werd in 1865 door een liberaal vervangen.
Hij was de zoon van Antoon Anne van Andringa de Kempenaer en kleinzoon van Onno Reint Alberda van Ekenstein.
- Biografisch Portaal: 09305883
- Parlement.com: vg09lkxfnrzz